# Buskhyttan
Buskhyttan is een plaats in de gemeente Nyköping in het landschap Södermanland en de provincie Södermanlands län in Zweden. De plaats heeft 213 inwoners (2005) en een oppervlakte van 49 hectare.